# Huszár Elemér (plébános)
Huszár Elemér, született Held (Pest, 1872. május 7. – Budapest, 1960. július 1.) római katolikus pap, egyházi író.

## Élete
Huszár (Held) Kálmán (1841–1908) köz- és váltóügyvéd, törvényszéki bíró és Katz Hermina (1849–1935) izraelita vallású szülők gyermeke. 1887-ben áttért a római katolikus hitre. A budapesti evangélikus gimnáziumban érettségizett. 1894-ben a Budapesti Tudományegyetemen jogból doktorált. A teológiát a Pázmáneumban végezte és 1897. október 10-én szentelték pappá. Rómában az Accademia dei Nobilin diplomáciát, a Gregoriana Pápai Egyetemen egyházjogot hallgatott, majd a Studio Conciliiben a házassági perek előadója lett. 1900-tól Esztergom, 1904-tól a Felsővíziváros, majd 1911-től a budapesti Terézváros káplánja volt. 1925 nyarán párizsi magyar lelkész, s végül 1928-tól 1944-ig Zugliget lelkésze volt. Kiváló szónoknak tartották, csaknem minden európai nyelven beszélt. A második világháború idején saját nyelvükön prédikált az internált lengyel foglyoknak, a menekült francia tiszteknek, s a délszlávoknak is. 1942-től a menetszázadba beosztott zsidó munkaszolgálatosokat halálos veszélyben lévőknek tekintette, és soron kívül, előkészítés nélkül megkeresztelte. Egy 1944. október 3-án keltezett és Esztergomnak küldött bizalmas jelentés szerint július 5–15. között Árvai Nagy Bálint és Kis György plébánosok közreműködésével összesen 1600 zsidót keresztelt meg. Az egyházmegyei előírásokat figyelmen kívül hagyó eljárása, valamint a fajüldöző kormányrendeleteket bíráló prédikációi miatt többször följelentették. 1944 decemberében a nyilas számonkérő szék rövid időre letartóztatta. A háború után hivatalos beosztás nélkül Csóton élt, majd visszatért Budapestre. Halála előtt két hónappal a Bartók Béla úton egy motorkerékpáros elütötte, s kórházi lábadozása során tüdőgyulladás következtében hunyt el.

## Művei
- A házassági jogról szóló törvényjavaslat. (Budapest, 1893)
- Az egyházi házasság vonatkozása a polgári házassághoz. (Budapest, 1895)
- De potestate Ecclesiae circa matrimonium. (Róma, 1900)
- Jus matrimoniale hodiernum. (Róma, 1905)
- Egyházjogi dolgozatok. (Budapest, 1906)
- Az Oltáriszentség az egyházjogban. (Budapest, 1906)
- Katolikus kereszténység és modern kultúra. Írta Albert Erhard. Fordította. (Különnyomat Egyházmegyei Közlönyből. Budapest, 1907)
- A szentté avatás. (Budapest, 1911)
- Lelkipásztorok jegyzőkönyve. (Budapest, 1912)
- Egyházjog. 1-2. kötet. (Budapest, 1913-1914)
- Áttérők katekizmusa. (Budapest, 1917)
- Savonarola elmélkedései a börtönben a Miserere zsoltárról. Fordította. (Budapest, 1921)
- A bölcsőtől a sírig. Ima- és szertartás-könyv magyar katholikusok számára. Szerkesztette. (Budapest, 1923)
- A katolikus házasságjog rendszere a Codex Juris Canonici szerint. (Kalocsa, 1927)
- A házassági per a Codex Juris Canonici szerint. (Kalocsa, 1927)
- A katholikus házasságjog rendszere az új egyházi törvénykönyv szerint. (Szent István könyvek 62., Budapest, 1928)
- Az Egyház és az állam közti viszony története. (Budapest, 1929)
- Házassági kis káté. (Keresztény kis könyvtár 26., Budapest, 1929)
- Zugligeti prédikációk. 1. kötet. 1928-1929. (Budapest, 1932)
- És az Ige testté lőn. Nagyböjti szentbeszédek. (Budapest, 1934)
- Hegytetőkön. Nagyböjti szentbeszédek. (Budapest, 1934)
- Katolikus hittan a művelt közönség számára. (Budapest, 1936)
- Vir dolorum. Nagyböjti szentbeszédek. (Budapest, 1937)
- Loyolai Szent Ignác. (Budapest, 1940)
- Jahvétól - Krisztushoz. Hitoktatás a keresztség szentségére készülő izraeliták számára. (Budapest, 1940)
- Alkalmi és egyéb beszédek. (Budapest, 1941)
- Isten, Krisztus, Egyház. (Budapest, 1941)